# Oberonia ensifolia
Oberonia ensifolia là một loài thực vật có hoa trong họ Lan. Loài này được J.B.Comber mô tả khoa học đầu tiên năm 2001.